# 4269 Bogado
4269 Bogado eller 1974 FN är en asteroid i huvudbältet som upptäcktes den 22 mars 1974 av den chilenska astronomen Carlos R. Torres på Cerro El Roble. Den har fått sitt namn efter Manuel D. Bogado.
Asteroiden har en diameter på ungefär 5 kilometer.